# Quận Tyler, Texas
Quận Tyler (tiếng Anh: Tyler County) là một quận trong tiểu bang Texas, Hoa Kỳ. Quận lỵ đóng ở thành phố Woodville6. Theo kết quả điều tra dân số năm  2000 của Cục điều tra dân số Hoa Kỳ, quận có dân số 20.871 người.

## Thông tin nhân khẩu
Theo điều tra dân số 2 năm 2000, đã có 20.871 người, 7.775 hộ, và 5.675 gia đình sống trong quận. Mật độ dân số là 23 người cho mỗi dặm vuông (9/km ²). Có 10.419 đơn vị nhà ở với mật độ trung bình là 11 cho mỗi dặm vuông (4/km ²). Thành phần chủng tộc của quận gồm 84,0% người da trắng, 12,0% da đen hay Mỹ gốc Phi, 0,4% người Mỹ bản xứ, 0,2% người châu Á, 0,02% người đảo Thái Bình Dương, 2,5% từ các chủng tộc khác, và 1,1% từ hai hoặc nhiều chủng tộc. 3,6% dân số là người Hispanic hay Latino thuộc chủng tộc nào.
Có 7.775 hộ, trong đó 29,7% có trẻ em dưới 18 tuổi sống chung với họ, 60,1% là đôi vợ chồng sống với nhau, 10,0% có chủ hộ là nữ không có mặt chồng, và 27,0% đã không có gia đình. 24,3% các hộ gia đình đã được tạo thành từ các cá nhân và 12,4% có người sống một mình 65 tuổi trở lên. Bình quân mỗi hộ là 2,5 và cỡ gia đình trung bình là 2,9.
Trong quận, độ tuổi dân số với 23,2% ở độ tuổi dưới 18, 8,0% 18-24, 27,2% 25-44, 23,8% 45-64, và 17,8% người từ 65 tuổi trở lên. Tuổi trung bình là 39 năm. Cứ mỗi 100 nữ có 106,9 nam giới. Cứ mỗi 100 nữ 18 tuổi trở lên, đã có 108,2 nam giới.
Thu nhập trung bình cho một hộ gia đình trong quận đã được $ 29.808, và thu nhập trung bình cho một gia đình là $ 35,195. Nam giới có thu nhập trung bình $ 31.797 so với 19.594 $ cho phái nữ. Thu nhập trên đầu cho các quận được $ 15,367. Giới 12,6% gia đình và 15,8% dân số sống dưới mức nghèo khổ, bao gồm 21,0% những người dưới 18 tuổi và 10,1% có độ tuổi từ 65 trở lên. 